# Daisuke Arai
Daisuke Arai (japanisch 荒井 大輔 Arai Daisuke; * 14. Mai 1988 in Tokio) ist ein japanischer Rollstuhltennisspieler.

## Karriere
Daisuke Arai wurde ohne rechten Unterschenkel geboren (Tibiale Hemimelie) und benutzt seit seinem zweiten Lebensjahr eine Prothese. Während seiner Schul- und Studienzeit spielte er Soft Tennis, eine in Japan verbreitete Tennisvariante. Zum Rollstuhltennis kam er im Alter von 26 Jahren durch seine Arbeit als Vertreter für Unterstützungstechnologie-Produkte. Arai spielt seit 2016 auf der ITF-Tour, er konnte mehrere Turniere niedriger Kategorie im Einzel oder Doppel gewinnen; sein bevorzugter Belag ist Hartplatz. Seit 2023 hat er an mehreren Grand-Slam-Turnieren teilgenommen, dabei konnte er an der Seite von Takashi Sanada zweimal das Doppel-Halbfinale der Australian Open erreichen.
2021 und 2023 trat er beim World Team Cup für Japan an, in beiden Jahren wurde der fünfte Platz erreicht.
Daisuke Arai nahm zweimal an Paralympischen Spielen teil. 2021 in Tokio gewann er sein Auftaktmatch gegen Guy Sasson klar in zwei Sätzen, in der zweiten Runde scheiterte er allerdings ebenso deutlich an Stefan Olsson. Im Doppel konnte er zusammen mit Takuya Miki in der ersten Runde die Thailänder Suthi Khlongrua und Banjob Suwan bezwingen, im Achtelfinale unterlagen die Japaner dem argentinischen Doppel Gustavo Fernández und Agustín Ledesma in drei Sätzen. Bei den Spielen von Paris 2024 ging das Auftaktdoppel an der Seite von Takashi Sanada gegen die Brasilianer Gustavo Carneiro Silva und Daniel Rodrigues im Match-Tie-Break verloren, im Einzel erreichte er durch einen Sieg gegen den Südafrikaner Alwande Sikhosana das Achtelfinale – dort musste er sich dem späteren Silbermedaillengewinner Alfie Hewett geschlagen geben.

## Leistungsbilanz bei den Grand-Slam-Turnieren

### Einzel
| Turnier         | 2023 | 2024 | 2025 | Karriere |
| --------------- | ---- | ---- | ---- | -------- |
| Australian Open | 1    | 1    | VF   | VF       |
| French Open     | 1    | –    |      | 1        |
| Wimbledon       | –    | –    |      | —        |
| US Open         | 1    |      |      | 1        |

### Doppel
| Turnier         | 2023 | 2024 | 2025 | Karriere |
| --------------- | ---- | ---- | ---- | -------- |
| Australian Open | HF   | HF   | VF   | HF       |
| French Open     | VF   | –    |      | VF       |
| Wimbledon       | –    | –    |      | —        |
| US Open         | VF   |      |      | VF       |

Zeichenerklärung: S = Turniersieg; F, HF, VF, AF = Einzug ins Finale / Halbfinale / Viertelfinale / Achtelfinale; 1, 2, 3 = Ausscheiden in der 1. / 2. / 3. Hauptrunde; nicht ausgetragen